# Klášter Arles-sur-Tech
Klášter Arles-sur-Tech (fr. Abbaye Sainte-Marie d'Arles-sur-Tech) je benediktinské opatství v obci Arles-sur-Tech, asi 45km jihozápadně od Perpignanu. Leží v lesnaté krajině v údolí řeky Tech ve francouzském departementu Pyrénées-Orientales.

## Historie
Klášter založil roku 778 španělský mnich Castellanus pod ochranou Karla Velikého v nedalekém Amélie-les-Bains a v 9. století byl přenesen na nynější místo, kde bylo bezpečněji. V 10. století nabyl klášter na významu díky ostatkům sv. Abdona a Sennena, ochránců proti morové nákaze. Románský kostel byl vysvěcen roku 1046, jeho klenby jsou z poloviny 12. století, stejně jako fresky v kapli sv. Michaela nad vstupním portálem. Křížová chodba je z doby kolem roku 1300.

## Galerie

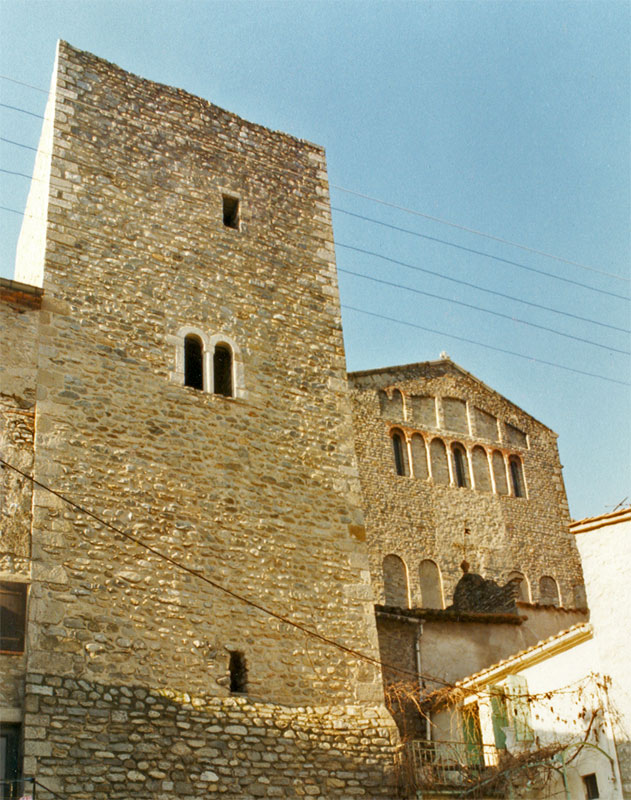
Průčelí kostela a věž
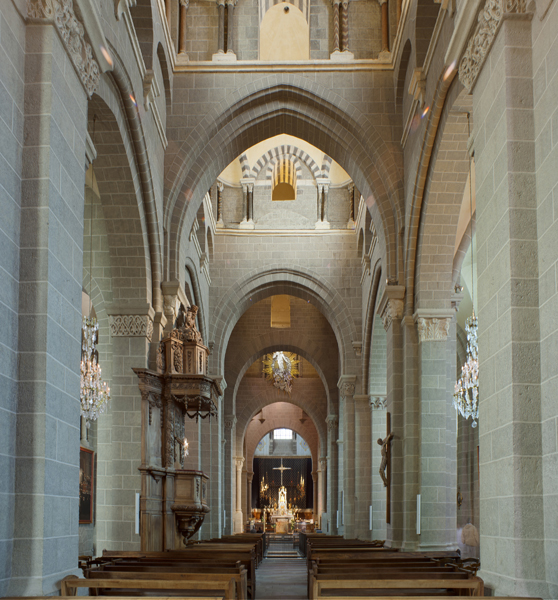
Interiér kostela
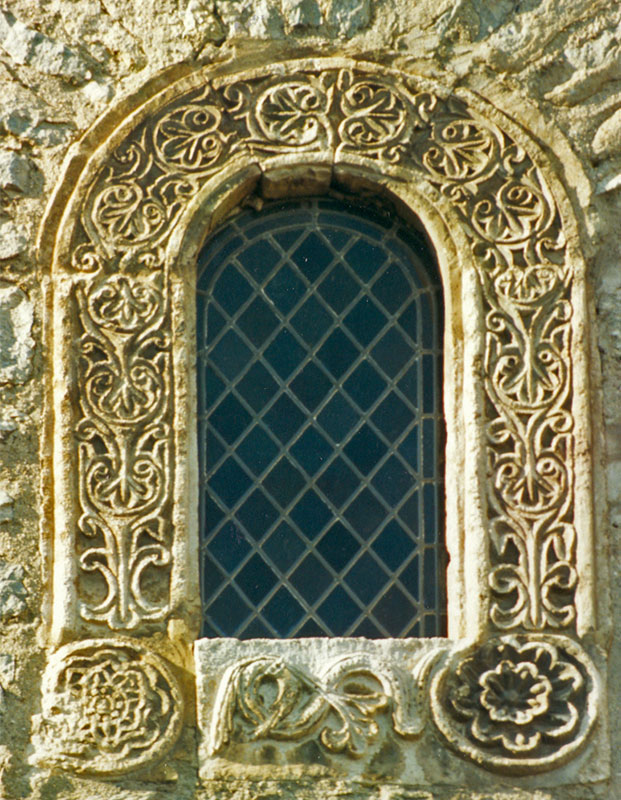
Ostění okénka
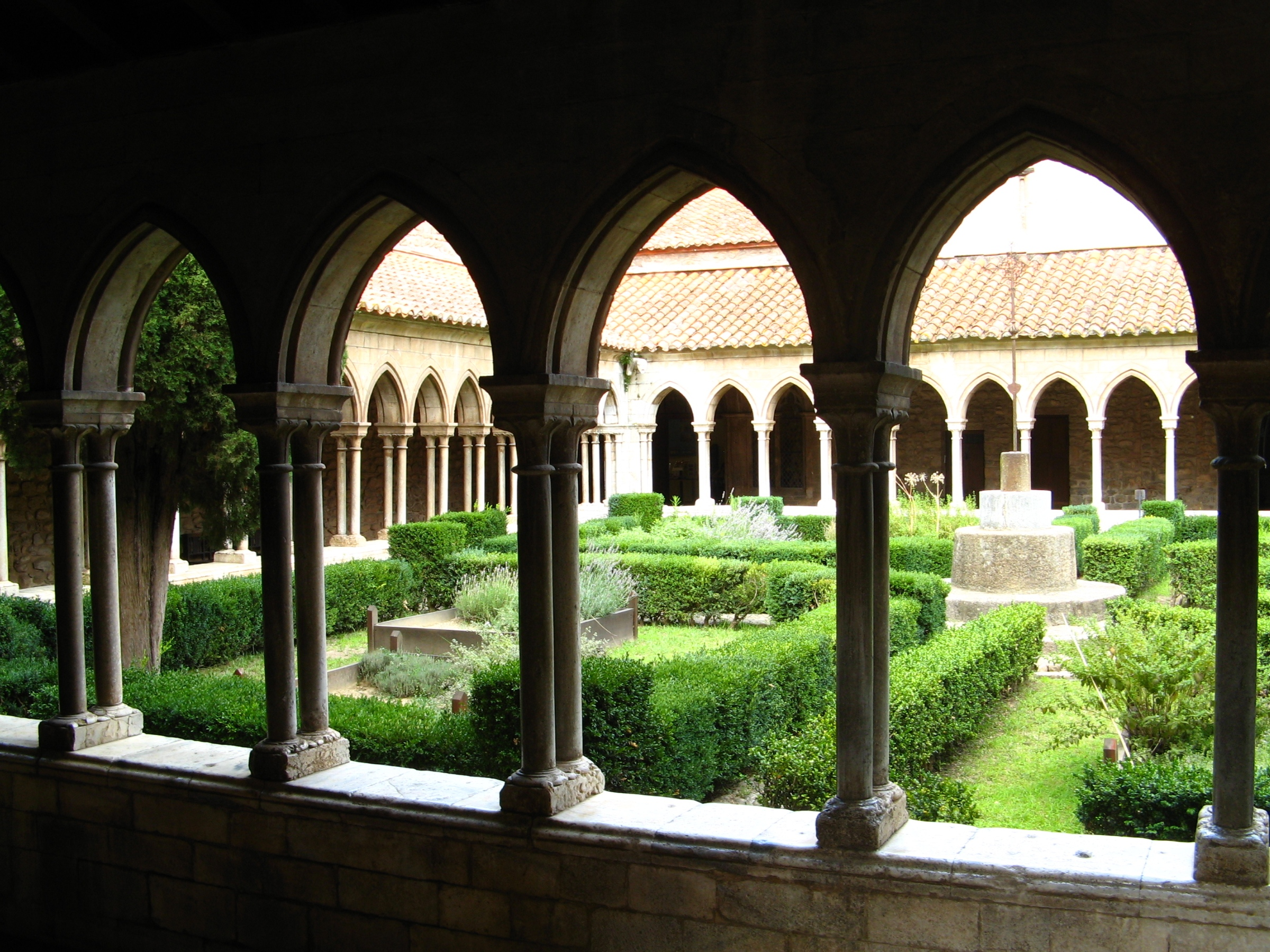
Rajský dvůr
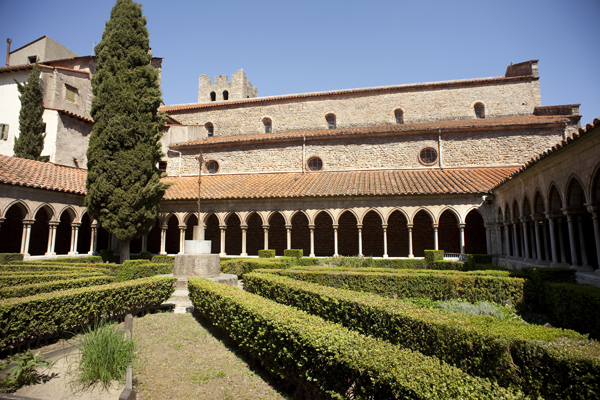
Rajský dvůr